# Jean-Denis Lanjuinais
Jean-Denis Lanjuinais (Rennes, 12 marzo 1753 – Parigi, 13 gennaio 1827) è stato un politico, rivoluzionario e scrittore francese.

## Biografia
A soli 19 anni divenne avvocato e acquistò presto grande rinomanza come professionista e come studioso. Nel 1775 fu nominato professore di diritto ecclesiastico a Rennes. In questo periodo scrisse due opere rimaste inedite, le Institutiones juris ecciesiastici e le Praelectiones juris ecclesiastici. Eletto deputato del Terzo Stato agli Stati generali del 1789, fu tra i fondatori del club bretone, il futuro club dei giacobini, si mostrò fautore di misure radicali contro i preti refrattari, chiese l'abolizione dei vescovadi e propose che Luigi XVI prendesse il titolo di re dei Francesi e Navarresi. Entrato poi nella Convenzione nazionale, sostenne idee moderate e si schierò con la destra nella lotta contro i Montagnardi. Si oppose al giuramento di odio ai re e nel processo contro Luigi XVI votò per la reclusione fino alla pace generale. Compromessosi apertamente il 31 maggio 1793 e divenuto sospetto, fu dichiarato fuorilegge, ma riuscì a fuggire. Ricercato da Jean-Baptiste Carrier, inviato dal Comitato di salute pubblica a reprimere la resistenza nell'ovest della Francia, Lanjuinais visse nascosto in un granaio per 18 mesi e lanciò contro la costituzione del 1793 uno scritto polemico, Le dernier crime de Lanjuinais. Riammesso alla Convenzione dopo il colpo di Stato del 9 termidoro, fu poi membro del Consiglio degli anziani e professore di diritto romano. Accettò il colpo di Stato del 18 brumaio e fece parte del senato conservatore, ma votò contro l'istituzione del consolato a vita e dell'impero. Fu tuttavia commendatore della Legion d'onore, conte dell'impero (1808), membro dell'Académie des inscriptions et belles-lettres. Scrisse in difesa del gallicanesimo l'Appréciation du projet de loi relatif aux trois concordats (1806). Sostenitore convinto del liberalismo costituzionale, votò nel 1814 per la decadenza di Napoleone e fu nominato pari di Francia da Luigi XVIII. Durante i Cento giorni fu presidente della Camera dei rappresentanti. La mattina del 22 giugno, 1815 fu incaricato dalla Camera di chiedere formalmente all'imperatore di abdicare. Con la definitiva restaurazione dei Borbone Lanjuinais conservò la paria. Come pari esercitò opera moderatrice; negli ultimi anni attese, più che alla politica, agli studi e pubblicò le Constitutions de la nation française (1819), Études biographiques et littéraires sur A. Arnauld, P. Nicole et J. Necker (1823).

## Opere
- Appréciation du projet de loi relatif aux trois concordats, Parigi, 1806.
- Constitutions de la Nation française, Parigi, Baudouin, 1819.
- Études biographiques et littéraires sur Antoine Arnauld, P. Nicole et Jacques Necker, Parigi, Baudouin, 1823.